# Pedro Mansueto de Lavor
Pedro Mansueto de Lavor (Barbalha, 28 de novembro de 1933 – Brasília, 25 de agosto de 1998) foi um ex-sacerdote católicoe político brasileiro.
Filho de Antônio Manuel de Lavor e de Maria Madalena de Lavor, iniciou sua carreira política em 1978, quando foi eleito deputado estadual pelo MDB, tornando-se o primeiro oposicionista nascido no Sertão a exercer um mandato na Assembleia Legislativa de Pernambuco. Em 1982, foi eleito deputado federal com 30.668 votos, contando até mesmo com o apoio da família Coelho, a quem Mansueto de Lavor fazia oposição, e 2 anos depois votou a favor da emenda constitucional proposta pelo deputado Dante de Oliveira (PMDB-MT)
Foi eleito senador nas eleições estaduais em Pernambuco em 1986, com o apoio do então deputado federal Miguel Arraes, que viria a ser eleito governador de Pernambuco no mesmo ano. Substituído por 4 meses por seu suplente Luiz Piauhylino, Mansueto votou a favor do impeachment do presidente Fernando Collor de Mello, e em 1994 não concorreu à reeleição.
Casou com Rosa Maria da Silva Lavor, com quem teve 2 filhos. Faleceu vitimado por um câncer no pulmão, em 25 de agosto de 1998.